# Authorised Neutral Athletes

Het logo van ANA voor toernooien georganiseer door de IAAF

Authorised Neutral Athletes (ANA, "Geautoriseerde Neutrale Atleten") is de categorie waaronder Russische atleten kunnen deelnemen aan internationale atletiekwedstrijden nadat in december 2014 het Russische dopingschandaal aan het licht kwam. In april 2017 keurde International Association of Athletics Federations (IAAF) de deelname van 19 Russische atleten aan het wereldkampioenschap van 2017 in Londen goed. Hierna volgde nog de deelname van acht deelnemers aan de WK indoor 2018, van negen deelnemers aan de
WK junioren (2018), van 30 deelnemers aan de Europese kampioenschappen atletiek 2018 en van 29 deelnemers aan het wereldkampioenschap van 2019 in Doha.

## Andere gevallen op sportevenementen
| Afkorting | Volledige naam                  | Evenementen                                              |
| --------- | ------------------------------- | -------------------------------------------------------- |
| EUN       | Unified Team (Gezamenlijk team) | Olympische Winterspelen 1992 Olympische Zomerspelen 1992 |